# Giacomo Cardinali
Giacomo Cardinali (ur. 16 czerwca 1977 w Mondavio) – włoski duchowny katolicki, od 2025 wiceprefekt Biblioteki Watykańskiej.

## Życiorys
3 kwietnia 2013 otrzymał święcenia kapłańskie  i został inkardynowany do diecezji Fano-Fossombrone-Cagli-Pergola.
2 kwietnia 2025 został mianowany przez papieża Franciszka wiceprefektem Biblioteki Watykańskiej.